# Велий Іж
Велий Іж (хорв. Veli Iž) — населений пункт у Хорватії, у Задарській жупанії у складі міста Задар.

## Населення
Населення за даними перепису 2011 року становило 400 осіб.
Динаміка чисельності населення поселення:

## Клімат
Середня річна температура становить 15,49 °C, середня максимальна – 26,40 °C, а середня мінімальна – 3,98 °C. Середня річна кількість опадів – 834 мм.
| Клімат поселення                              | Клімат поселення | Клімат поселення | Клімат поселення | Клімат поселення | Клімат поселення | Клімат поселення | Клімат поселення | Клімат поселення | Клімат поселення | Клімат поселення | Клімат поселення | Клімат поселення | Клімат поселення |
| Показник                                      | Січ.             | Лют.             | Бер.             | Квіт.            | Трав.            | Черв.            | Лип.             | Серп.            | Вер.             | Жовт.            | Лист.            | Груд.            |                  |
| Середній максимум, °C                         | 12,44            | 12,22            | 13,65            | 16,91            | 21,94            | 26,11            | 26,40            | 26,11            | 21,89            | 18,77            | 14,79            | 11,65            |                  |
| Середня температура, °C                       | 8,32             | 8,10             | 9,53             | 12,79            | 17,82            | 21,99            | 24,35            | 24,06            | 19,83            | 16,73            | 12,76            | 9,63             |                  |
| Середній мінімум, °C                          | 4,19             | 3,98             | 5,42             | 8,65             | 13,69            | 17,86            | 22,31            | 22,05            | 17,79            | 14,69            | 10,70            | 7,57             |                  |
| Норма опадів, мм                              | 71               | 60               | 62               | 66               | 62               | 51               | 28               | 48               | 94               | 102              | 100              | 90               |                  |
| Середньомісячна швидкість вітру, м/с          | 3.00             | 3.11             | 3.29             | 3.10             | 2.70             | 2.50             | 2.50             | 2.40             | 2.65             | 2.80             | 3.42             | 3.28             |                  |
| Середньомісячна сонячна радіація, кДж/м²·день | 5016             | 7791             | 11526            | 16409            | 20699            | 23054            | 24689            | 21343            | 15705            | 10070            | 5471             | 4305             |                  |
| --------------------------------------------- | ---------------- | ---------------- | ---------------- | ---------------- | ---------------- | ---------------- | ---------------- | ---------------- | ---------------- | ---------------- | ---------------- | ---------------- | ---------------- |
| Джерело:                                      |                  |                  |                  |                  |                  |                  |                  |                  |                  |                  |                  |                  |                  |